# Rosinha Santos
Roseane Ferreira dos Santos (Maceió, 15 de outubro de 1971) é uma atleta paraolímpica brasileira. Suas especiaidades são os arremessos de dardo, disco e peso. 
Trabalhou como empregada doméstica até os 19 anos, quando foi atropelada por um caminhão e perdeu a perna esquerda. Um dia, conversando com as vizinhas na calçada da sua casa, foi vista pelo treinador Francisco Raimundo Matias, que a convidou para o esporte paraolímpico. Começou a competir aos 28 anos.
Ganhadora de duas medalhas de ouro nos Jogos de Sydney, em 2000, Rosinha teve a carreira interrompida por um linfoma em 2014. Passou um ano em tratamento, afastada do esporte e dos treinos, mas recuperou-se e conseguiu uma medalha de bronze no Parapan de Toronto, em 2015.

## Medalhas
- Sydney, 2000

Ouro no arremesso de peso
Ouro no lançamento de disco
- Guadalajara, 2011

Ouro no lançamento de disco
Bronze no arremesso de peso
- Toronto, 2015

Bronze no arremesso de peso